# (4622) Solovjova
(4622) Solovjova es un asteroide perteneciente al cinturón de asteroides, descubierto el 16 de noviembre de 1979 por la astrónoma soviética Liudmila Chernyj desde el Observatorio Astrofísico de Crimea.

## Designación y nombre
Designado provisionalmente como  1979 WE2. Fue nombrado Solovjova en honor al historiador ruso Serguéi Soloviov.